# Laurids Bregendahl
Laurids Nørgaard Bregendahl, född 29 augusti 1811 och död 25 juni 1872, var en dansk politiker.
Bregendahl blev overretsassessor i Viborg 1842. 1848 blev han medlem av grundlagsgivande riksförsamlingen och hade därefter säte i Folketinget fram till sin död. Han tillhörde här det nationalliberala partiets västra flygel och ahde goda förbindelser med den bondevänliga vänstern. Tack vare dessa blev han 1859 tingets vicetalman och kort därefter talman, en post han förvaltade fram till 1870, då han fick vika för vänsterns kandidat.

## Utmärkelser
- Riddare av Dannebrogorden,  1861[3]
- Kommendör av Dannebrogorden,  1867[3]

[Redigera Wikidata]